# Adoretus rufifrons
Adoretus rufifrons är en skalbaggsart som beskrevs av Edmund Reitter 1903. Adoretus rufifrons ingår i släktet Adoretus och familjen Rutelidae. Inga underarter finns listade i Catalogue of Life.